# Ethniki Odos 87
Die Ethniki Odos 87 (griechisch Εθνική Οδός 87 ‚Nationalstraße 87‘) ist eine kurze Straßenverbindung in Attika in Griechenland. Sie verbindet Pallini an der EO 54 mit Spata.

## Verlauf
Die Straße führt östlich von Athen von Pallini (Παλλήνη) nach Südosten und kreuzt dabei am Autobahnkreuz mit der Autobahn Attiki Odos (A 6) die Autobahn Aftokinitodromos 62 (ohne unmittelbaren Anschluss). Sie führt weiter nach Spata (Σπάτα), wo sie im Ort endet. Von Spata sind es noch rund drei Kilometer zum Flughafen Athen-Eleftherios Venizelos.